# A Love Letter to You 3
A Love Letter to You 3 – trzeci komercyjny mixtape amerykańskiego rapera Trippie Redd. Został wydany 9 listopada 2018 roku przez Caroline Distribution. Jest to trzecie wydawnictwo z jego serii A Love Letter to You, która rozpoczęła się w maju 2017 r. Na krążku gościnnie wystąpili; YoungBoy Never Broke Again, Juice Wrld i Tory Lanez. Wspiera go główny singel „Topanga”, do którego 30 października ukazał się teledysk.

## Tło i nagranie
Trippie Redd stwierdził w swoich mediach społecznościowych, że nagrał ów album w dwa tygodnie „zaraz po Life’s a Trip” i nazwał go „lepszym”. Mówiąc o mixtape'ie Zane Lowe w stacji radiowej Beats 1 stwierdził, Trippie Redd powiedział: „Sposób, w jaki konfiguruję swoje projekty to, umieszczam pierwszy utwór na ostatnim. Jeśli słuchasz tego od początku do końca, tak to złożyłem. To sztuka, nie ma się czym bawić”. O treści A Love Letter to You 3 Lowe powiedział: „Ma trochę rzeczy o związkach, ale takie jest życie.„ Toxic Waste ”opowiada o toksycznej relacji. To, co słyszysz, jest mieszane – każdy musi zmiksować swój wokal, aby brzmiał jak powinien. Kiedy nagrywam, używam automatycznego dostrajania, ale nie używam go tak, jak ludzie go używają. Bardzo lubię sample.

## Promocja
We wrześniu 2018 r. Trippie Redd stwierdził, że mixtape jest „już gotowy”, ale potrzebuje jeszcze 2–3 piosenek, aby go ukończyć, i wydał teledysk do utworu „Topanga”. 30 października wydał okładkę i listę utworów, które pierwotnie zawierały piosenki „Blastoff” i „Talk That Shit”, które jednak nie przeszły do ostatecznej wersji.

## Odbiór komercyjny
Na liście przebojów z 24 listopada 2018 r. A Love Letter to You 3 zadebiutowało na trzecim miejscu listy Billboard 200 w USA sprzedając się w ilości 84 000 egzemplarzy. Jest to drugi album Trippie Redda z pierwszej dziesiątki w USA. Był to również najczęściej odtwarzany album tego tygodnia na świecie, a jego utwory osiągnęły 108,8 miliona odtworzeń. W drugim tygodniu mixtape spadł na dziewiąte miejsce na liście, sprzedając się w ilości 41 000 sztuk.

## Lista utworów
| No.                | Tytuł                                                                 | Twórcy                                              | Producenci                            | Długość |
| ------------------ | --------------------------------------------------------------------- | --------------------------------------------------- | ------------------------------------- | ------- |
| 1.                 | "Topanga"                                                             | - Michael White IV - Darrel Jackson - Anthony Brown | ChopSquad DJ                          | 3:35    |
| 2.                 | "Fire Starter" (gościnnie: Emani 22)                                  | White                                               | - Honorable C.N.O.T.E. - Tony Trouble | 2:37    |
| 3.                 | "Toxic Waste"                                                         | White                                               | - Diplo - King Henry - Scott Theft    | 2:53    |
| 4.                 | "Negative Energy" (gość: Kodie Shane)                                 | White                                               | Staccato                              | 2:58    |
| 5.                 | "Can’t Love"                                                          | - White - Ozan Yıldırım                             | OZ                                    | 2:49    |
| 6.                 | "Love Scars 3"                                                        | - White - Yıldırım                                  | - OZ - Jacob Reske                    | 2:09    |
| 7.                 | "A.L.L.T.Y. 3" (gość: Baby Goth)                                      | - White - Baby Goth - Yıldırım                      | - OZ - Dez Wright                     | 3:00    |
| 8.                 | "Emani Interlude" (gość: Emani 22)                                    | - White                                             | - Foreign Teck - Tariq Beats - OZ     | 1:36    |
| 9.                 | "Elevate & Motivate" (gość: YoungBoy Never Broke Again i Nel-Denarro) | - White - Kentrell Gaulden - Nel-Denarro - Yıldırım | - OZ - KrisChordz                     | 3:41    |
| 10.                | "I Tried Loving"                                                      | White                                               | Icon South                            | 3:13    |
| 11.                | "Wicked"                                                              | White                                               | OZ                                    | 2:18    |
| 12.                | "Loyalty Before Royalty"                                              | - White - Yıldırım - Masamune Kudo                  | - OZ - Rex Kudo                       | 2:22    |
| 13.                | "1400 / 999 Freestyle" (gość: Juice WRLD)                             | - White - Jarad Higgins - Yıldırım                  | - OZ - Pas Beatz - CujoBeatz          | 2:55    |
| 14.                | "So Alive"                                                            | White                                               | - Goose the Guru - Nellz              | 1:59    |
| 15.                | "Diamond Minds" (gość: Tory Lanez i Elliott Trent)                    | - White - Daystar Peterson - Elliott Trent          | - Trent - 808-H                       | 3:05    |
| 16.                | "Camp Fire Tale"                                                      | White · Austin Leech · Conner Leech                 | WE ARE THE STARS                      | 2:29    |
| Całkowita długość: | Całkowita długość:                                                    | Całkowita długość:                                  | Całkowita długość:                    | 43:46   |

## Pozycje na listach przebojów
| Lista (2018)                        | Pozycja |
| ----------------------------------- | ------- |
| Australia (ARIA)                    | 36      |
| Belgia (Ultratop Flanders)          | 49      |
| Belgia (Ultratop Wallonia)          | 90      |
| Kanada (Billboard)                  | 10      |
| Dania (Hitlisten)                   | 28      |
| Holandia (Album Top 100)            | 19      |
| Finlandia (Suomen virallinen lista) | 47      |
| Francja (SNEP)                      | 69      |
| Irlandia (IRMA)                     | 32      |
| Łotwa (LAIPA)                       | 18      |
| Nowa Zelandia (RMNZ)                | 20      |
| Norwegia (VG-lista)                 | 14      |
| Szwecja (Sverigetopplistan)         | 30      |
| Szwajcaria (Schweizer Hitparade)    | 62      |
| Wielka Brytania (OCC)               | 31      |
| Billboard 200                       | 3       |
| Top R&B/Hip-Hop Albums (Billboard)  | 1       |

| Lista (2019)                       | Pozycja |
| ---------------------------------- | ------- |
| Billboard 200                      | 56      |
| Top R&B/Hip-Hop Albums (Billboard) | 48      |

## Certyfikaty
| Kraj       | Certyfikat | Ilość sprzedanych jednostek |
| ---------- | ---------- | --------------------------- |
| USA (RIAA) | Platyna    | 1,000,000                   |